# Villa Garzoni (Collodi)

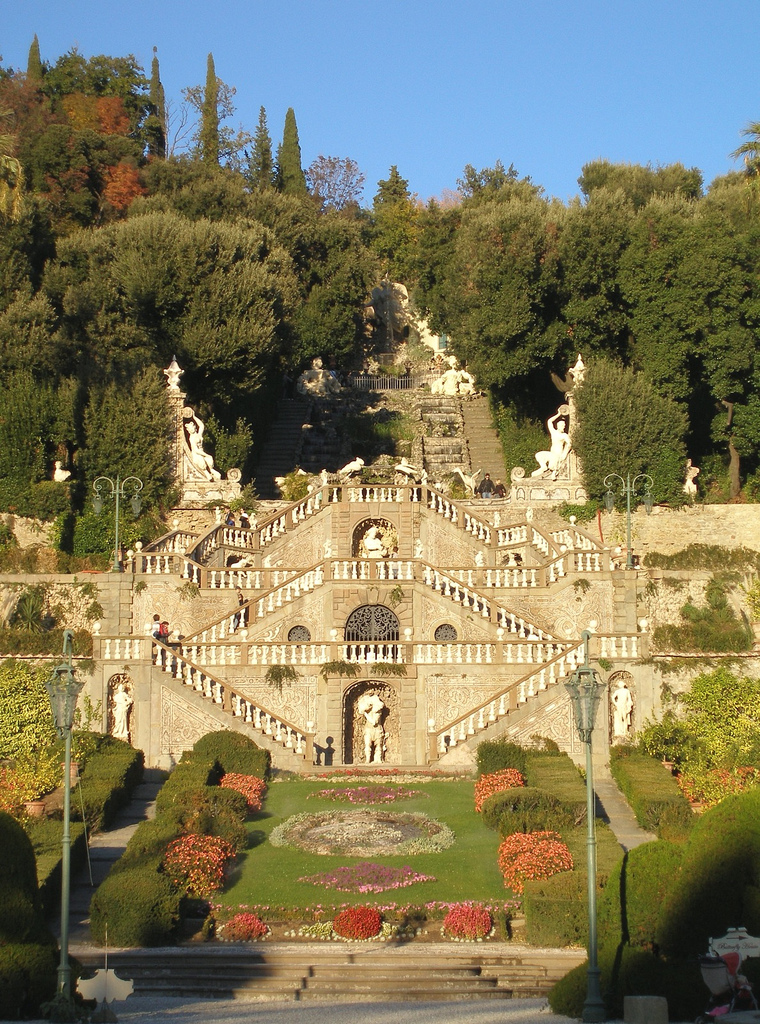
La scalinata nel giardino

Villa Garzoni è una villa situata a Collodi, frazione di Pescia, in provincia di Pistoia.
La villa, in uno stile tipico delle ville lucchesi, ha una storia pluricentenaria: si inerpica su una collina sotto le case rustiche in pietra del paese, con il quale essa ha mantenuto uno stretto rapporto di interdipendenza sin dalle origini: per esempio due stradine lastricate che passavano attraverso l'entrata principale del palazzo erano gli unici accessi al paese. Il complesso architettonico di Collodi e della villa si è fortunatamente mantenuto inalterato da secoli e permette ancora oggi di assaporare un'atmosfera di altri tempi.
Giardiniere del complesso fu anche il padre di Carlo Lorenzini, autore de Le avventure di Pinocchio (mentre la madre svolgeva funzioni di cameriera). Lo scrittore trascorse gran parte della sua infanzia presso il Castello, come gli abitanti del luogo chiamano la villa. Quando volle scegliere uno pseudonimo per il suo capolavoro, decise di chiamarsi proprio Collodi.

## Storia
Nel 1366 la famiglia pesciatina dei Garzoni, che sarebbe poi entrata a far parte del patriziato lucchese, acquistava in questo luogo un fortilizio, usandolo come residenza familiare. La prima menzione della villa risale al 1633 quando Romano Garzoni firmò un progetto per un palazzo molto vicino nelle dimensioni a quello odierno, mentre il giardino era molto più ridotto. Fu nel 1652 che il giardino venne ingrandito e dotato di terrazzamenti (visto il forte pendio) in stile all'italiana, con scalinate, statue e fontane.
Celebrati da poeti come Francesco Sbarra, il giardino e la villa videro aumentare la loro fama ed ebbero ospiti illustri gli arciduchi Ferdinando d'Austria e Anna de' Medici (come ricorda una lapide vicina all'ingresso) o, più tardi, pare Napoleone Bonaparte. All'inizio del Settecento vi lavorò Filippo Juvarra.
Nel 1793 sempre su iniziativa di un altro Romano Garzoni, grazie a un progetto dell'architetto lucchese Ottaviano Diodati il giardino venne dotato del sistema idraulico che ancora oggi permette i giochi d'acqua, rendendolo ancora più spettacolare.
Nel 1871 la proprietà passò al senatore Giuseppe Garzoni Venturi, poi alle sue figlie, le quali la cedettero poi negli anni trenta ai conti Gardi dell'Ardenghesca, che recentemente l'hanno alienata.
Il 20 maggio 2021 la stampa riportò numerose notize relative all'acquisto della villa da parte della  Fondazione nazionale Carlo Collodi,  ma nonostante questo appaia ancora oggi sul sito della Fondazione,  quanto ripostato durante una conferenza stampa dell'epoca si è rivelato infondato.

## Descrizione

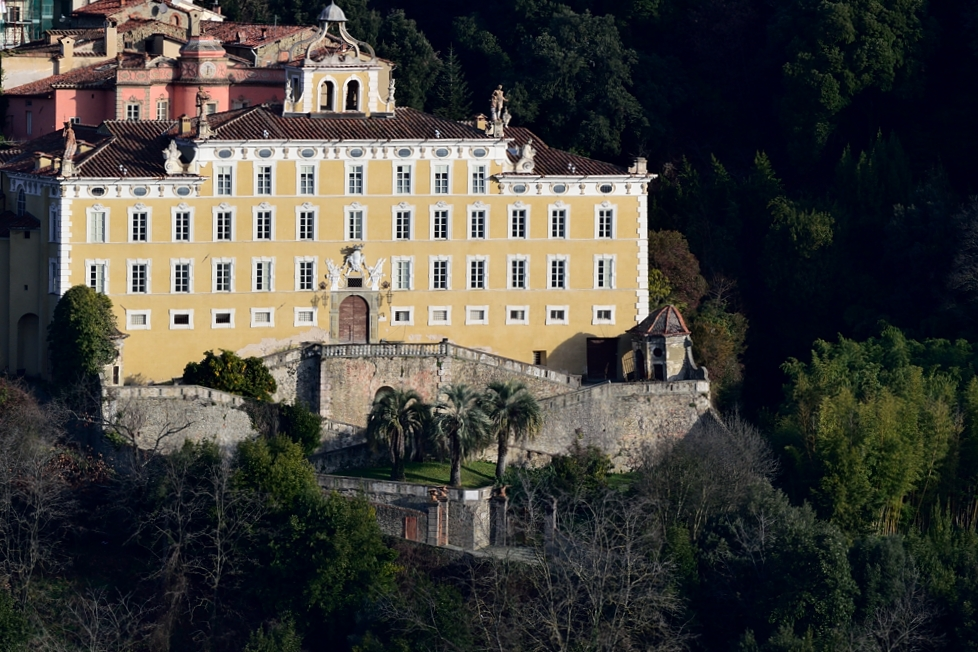
La villa

La villa è rivolta a sud ed ha quattro piani a valle e tre a monte, a causa del dislivello. La struttura è posta in posizione elevata rispetto al paesaggio circostante ed è caratterizzata da un raro equilibrio tra la solidità dell'edificio e la leggerezza della decorazione rococò, che sembra darle un aspetto di irreale inconsistenza. Due rampe a gradoni, che accentuano l'effetto scenografico, la collegano al giardino posto di fianco.
Il primo piano è l'unico visitabile e vi si accede da una scala in pietra circondata da affreschi illusionistici. Al termine dello scalone inizia una lunga galleria decorata da stucchi e dipinti, sulla quale si aprono le varie stanze: la camera da letto della damigella (con baldacchino e drapperie in seta), la biblioteca (in stile impero), la camera rossa o di Napoleone, la sala da pranzo (con arredi del Settecento francese e quadri del Correggio), il salone da ballo e altre salette e camere da letto.
Oltre il portico e il cortile d'entrata si trova la palazzina d'estate di colore rosso vivo, progettata da Filippo Juvarra, che può considerarsi una delle più rilevanti espressioni di architettura barocca in Toscana.
Il complesso è grande 5.492 metri quadrati.

### Giardini

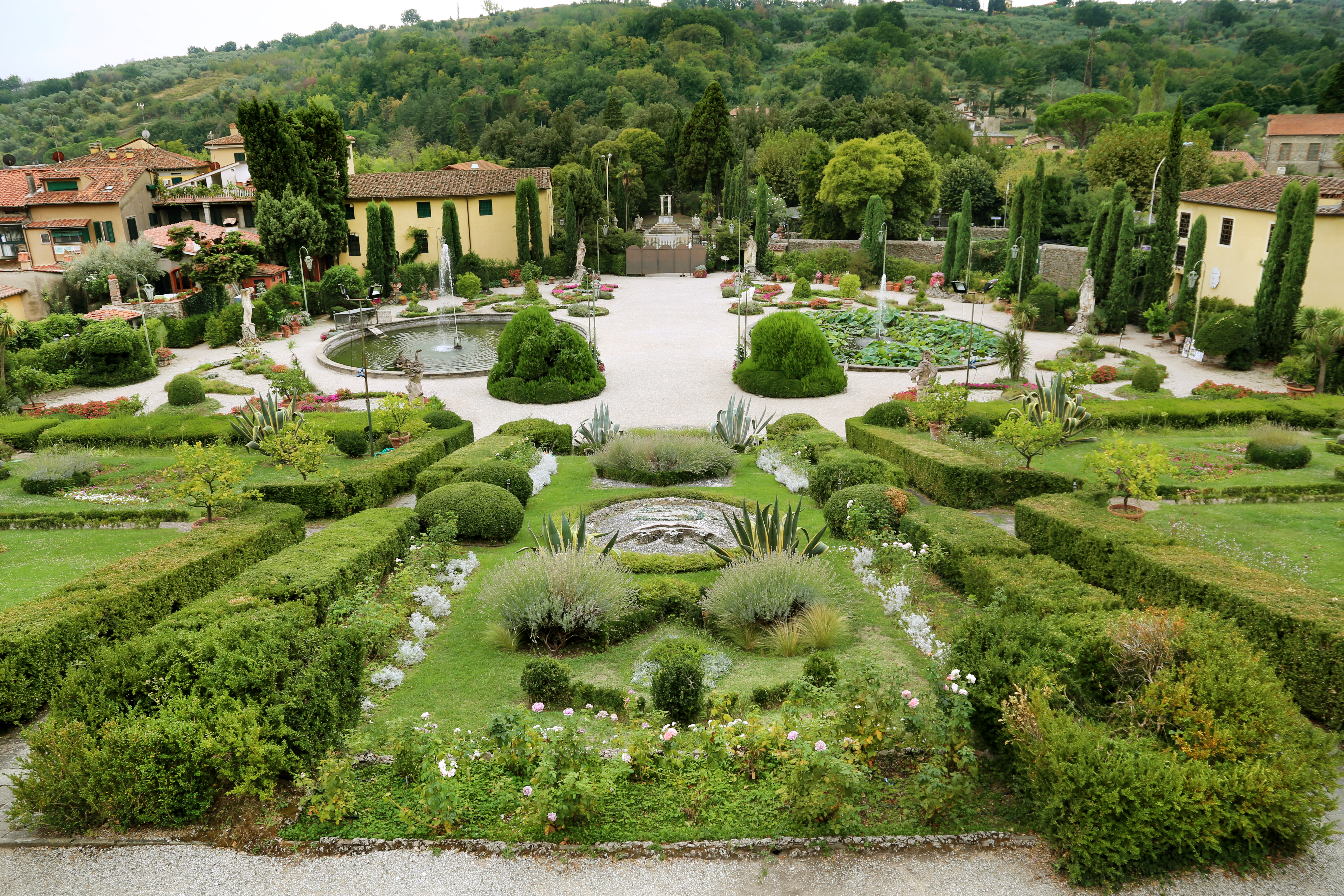
Il giardino

Il giardino, mirabile esempio di organizzazione di spazi verdi di epoca tardo barocca, è caratterizzato da effetti scenografici e a sorpresa che fanno parte compositamente di un unico insieme decorativo di grande coerenza stilistica. Il suo stile è tipico del passaggio tra il manierismo e il barocco, con suggestioni di stampo francese, che saranno riprese in altri grandi parchi, come quello per esempio della Reggia di Caserta. Il terreno, caratterizzato da una forte pendenza, ha influenzato l'organizzazione planimetrica del giardino, infatti il progetto si sviluppa lungo un asse centrale di simmetria secondo una sistemazione a terrazzamenti, di grande effetto scenografico.
Superato l'ingresso, in cui sono collocate due statue di Pan flautista e di Flora, si apre un parterre variopinto con siepi di bosso di forme geometriche, in cui le fioriture sono state recentemente sostituite con ghiaino colorato. Nella prima parte sono poste due vasche circolari arricchite da ninfee e schizzi d'acqua. Una statua di Diana ed una di Apollo introducono alla seconda parte del parterre dove all'interno delle aiuole sono rappresentate le insegne della famiglia Garzoni. Tutto il parterre è delimitato da una imponente siepe di bosso potata secondo l'arte topiaria.
Al termine si innalza maestosa una scalinata tripartita a doppia rampa, decorata con mosaici colorati di ciottoli a disegni geometrici e nicchie che ospitano statue di terracotta. Un'imponente balaustra segue l'andamento di tutta la scalinata.
Nel ninfeo, dall'andatura più mossa e meno geometrica, sono poste le statue di Nettuno e di Tritoni; notevoli sono i giochi d'acqua con spruzzi e zampilli che creano un effetto particolarmente vivace. Disseminate si trovano numerose statue in pietra e in terracotta, alcune delle quali riproducono i mestieri della vita di campagna.
Il secondo pianerottolo conduce ad un'estremità alla statua di Pomona, divinità protettrice del giardino, e dall'altra parte ad un teatro di verzura, interamente ricavato nella vegetazione grazie a siepi di bosso appositamente sagomate e con statue originali delle Muse. L'asse centrale prosegue lungo una cascata a gradini, che culmina con una statua della Fama, dalla cui cornucopia sgorga l'acqua che prima di defluire nella cascata si getta in una vasca semicircolare; il tutto è innestato all'interno di un fitto bosco, tagliato orizzontalmente da percorsi, due dei quali proseguono raggiungendo uno un boschetto di bambù, l'altro, dopo aver attraversato un ponticello a forma di pergolato con aperture ad occhi di bue, arriva ad un labirinto, sormontato da una galleria ad archi di vegetazione. In questa zona si trova anche un edificio per i bagni, già eremo di religiosi.
Il giardino è stato recentemente restaurato seguendo descrizioni documentarie e modelli desunti dalla trattatistica.

## Bibliografia

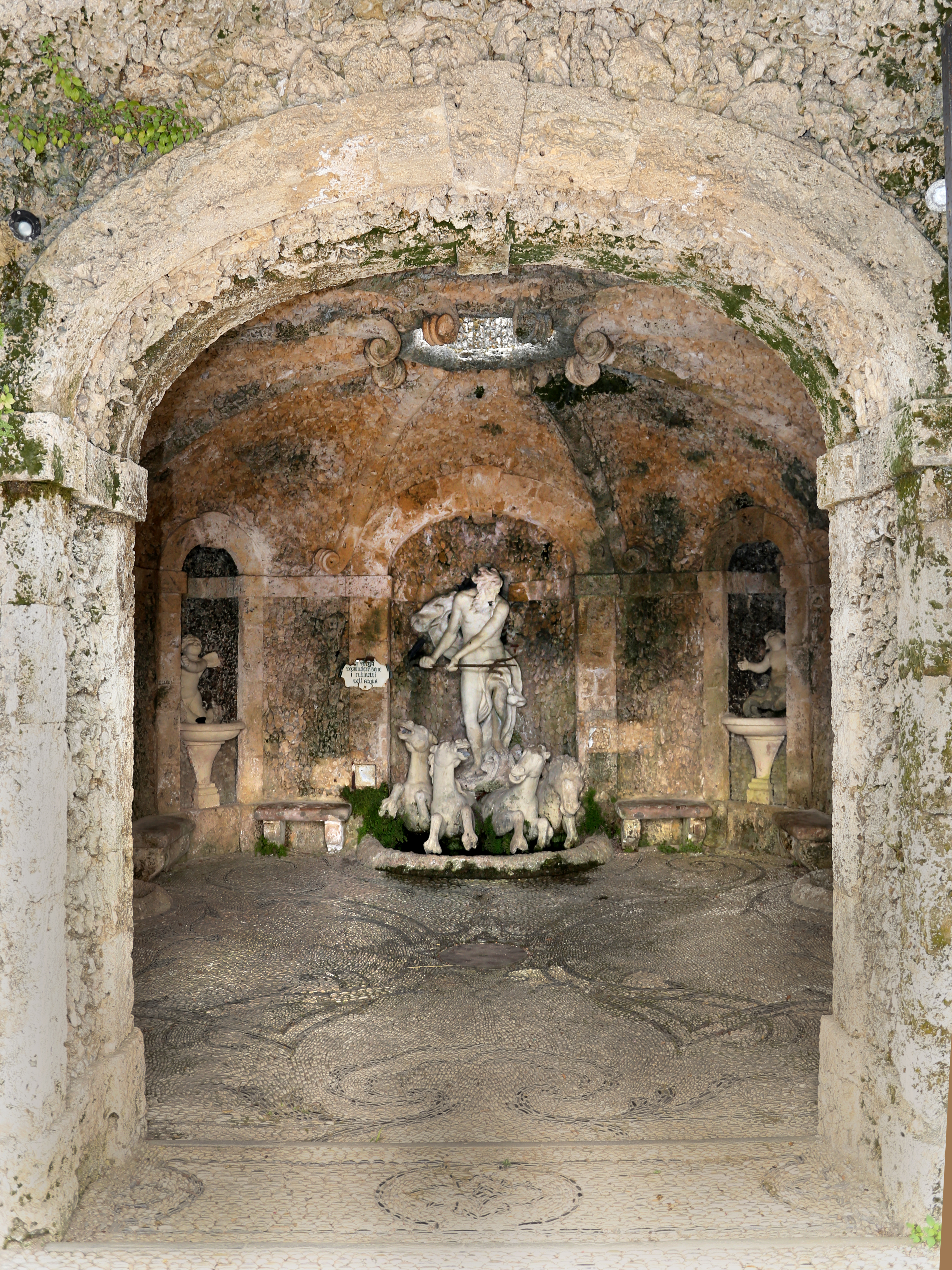
La grotta di Nettuno